# Schiltberg
Schiltberg est une commune de Bavière (Allemagne) de 1 837 habitants, située dans l'arrondissement d'Aichach-Friedberg.